# Schloss Rif

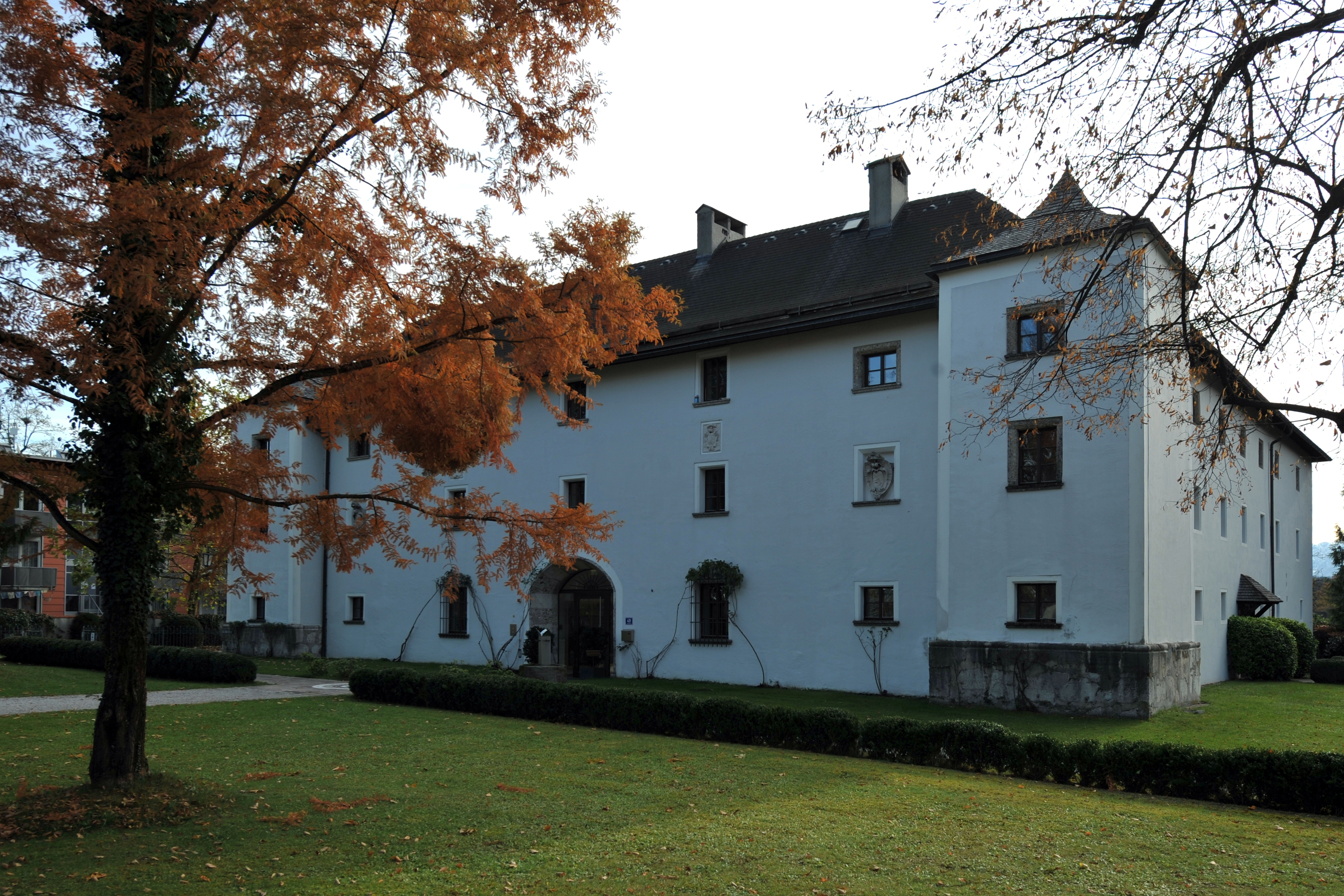
Schloss Rif

Das Schloss Rif liegt in der Katastralgemeinde Taxach der Stadt Hallein im Bezirk Hallein des Bundeslandes Salzburg (Schloßallee 49). Es steht unter Denkmalschutz.

## Geschichte

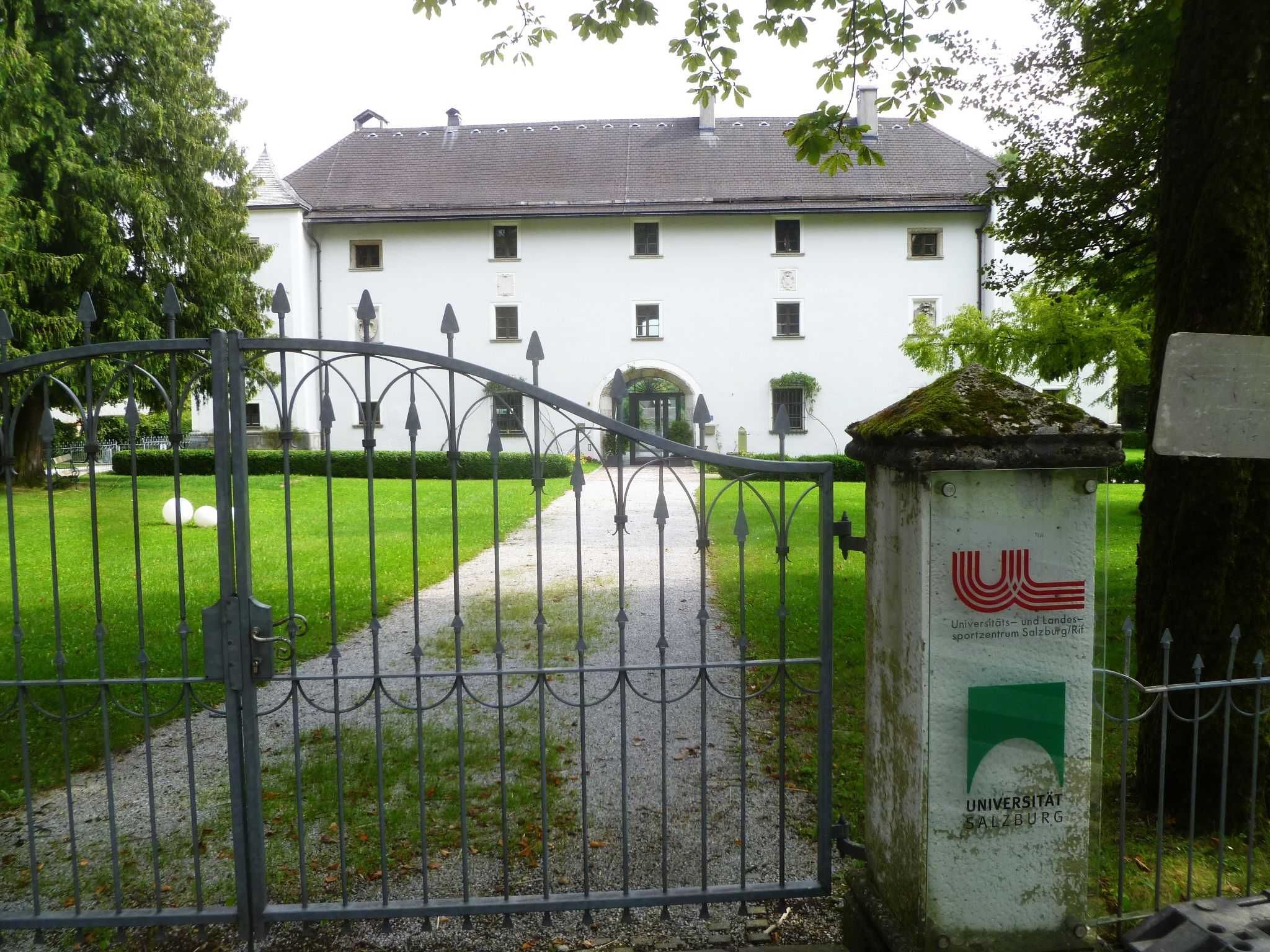
Schloss Rif

1125 erscheint in einer Urkunde des Grafen Berengar von Sulzbach der Name eines Fridericus de Rifaren auf, den man in Rif lokalisieren könnte. In einer von Kaiser Friedrich II. ausgestellten Urkunde ist der Name Riue enthalten, der aus dem lateinischen ripa (= Ufer) abgeleitet ist; das entsprechende Gut war im Eigentum des Salzburger Domkapitels.
1250 wurden die Gebrüder Otto und Kuno von Guetrat im Tauschweg mit dem Gut Rif belehnt. Nach dem Aussterben der Guetrater wurde das Gut als Beutellehen an Bauern vergeben (50 Jahre lang war Rif im Besitz von Leonhard Muschl und danach im Besitz mehrerer Bauern der Umgebung). 1495 verkaufte es Leonhard Griesenawer an Cristannus Nuecht, der es wieder seinem Sohn Steffan übergab. Von diesem erwarb es 1533 Cristoff Perner von Rettenwörth. Kardinal Matthäus Lang gab seinem Rat und Kammerschreiber „das Guet Ryff so in vier Gueth getailt gewesen sambt der Oberloch vnd Thiergarttenloch“ im Tausch als Ritterlehen. Unter Perner erhielt der Sitz weitgehend seine heutige Gestalt.
1557 weihte Erzbischof Michael von Kuenburg die Georgs-Kapelle im Schloss als „Capella Regia“ („königliche Hofkapelle“; aufgehoben erst 1860; das Altarbild mit einer Kreuzesabnahme ist 1860 an Stift St. Peter gekommen). Nach seinem Konkurs musste Cristoff Perner seinen gesamten Besitz abgeben, Rif kam 1560 an Erzbischof Johann Jakob Khuen von Belasi. Dieser ließ das Schloss zu einem Sommersitz mit Wasserspielen umbauen. 1572 wurde ein Teil der noch heute den Besitz umgebenden Mauer durch ein Hochwasser zerstört. Erzbischof Georg von Kuenburg brachte in dem Schloss 1586 sein Gestüt unter. 1704 wurde in dem Schloss eine Gerstenmälzerei für die Hofbrauerei in Kaltenhausen untergebracht. 1831 hat ein Brand den Südflügel, der das übrige Gebäude um ein Stockwerk überragte, vernichtet. Dieser Trakt wurde nicht wieder aufgebaut.
Auf einem Bild von 1800 ist Rif als vierstöckiges Gebäude mit einem Grabendach dargestellt. Im Osten war ein Weiher vorgelagert, in dem vor allem Karpfen gezüchtet wurden. Im Franziszeischen Kataster von 1830 wird das Schloss bereits als Ruine bezeichnet. Das Schloss war zusammen mit der Brauerei Kaltenhausen im Besitz der Kurfürstin-Witwe Maria Leopoldine von Bayern. Als ihr Erbe kam der Besitz 1849 an Maximilian Graf Arco-Zinneberg. Die bereits 1800 an Michael Fink verkaufte Meierei wurden 1876 von dessen Erben zurückgekauft. 1887 folgte Josef Graf Arco-Zinneberg. Dieser musste Rif 1898 aber an die Bayerische Filiale der Deutschen Bank verkaufen. Weitere Besitzer waren dann Karl Colin und Erich Breustadt (1899), die Brauerei Kaltenhausen (1901), Hugo Graf Boos-Waldeck (1912), Philipp Graf Boos-Waldeck (1946) und Carlotta Gräfin Plettenberg (1970). Die Grundparzelle mit dem Schloss war 1942 an Walter und Elise Pleitner verkauft worden. 1972 kam der Besitz im Erbweg an Philipp und Renate Pleintner. Von diesen kaufte 1974 Elisabeth Hager den Ansitz. Das Schloss wurde 2003 von der Universität und dem Land Salzburg für die universitäre Nutzung angekauft und adaptiert.

## Beschreibung
Ein hoher, gemauerter Torbogen mit aufgeputztem Gewände markiert auch heute noch den Eingang zu dem früheren Herrschaftsbereich (den Schlosspark). Neben dem Tor ist ein bäuerlich genutztes Pförtnerhäuschen, von dem ein noch erhaltener Teil der früheren das Schlossareal umgebenden Mauer wegführt. Eine 1,6 km lange Allee führt von dem Eingangstor zu dem Schloss.
Das ursprünglich vier-, heute dreiflügelige Schlossgebäude hat drei Geschoße. Die beiden Gebäudeecken des Nordwesttrakts sind als Ecktürme mit Zeltdächern ausgebildet. An dem westlichen Turm befindet sich eine Sonnenuhr. Den Haupteingang bildet ein breites Steinportal mit einem Segmentbogen. Die großteils originalen Fenstergewände bestehen aus Untersberger Konglomerat; einige besitzen noch die alten Fensterkörbe. An der nach Nordwesten gerichteten Hauptfassade befinden sich mehrere Wappen von Salzburger Erzbischöfen (Markus Sittikus von Hohenems, Guidobald von Thun, Franz Anton von Harrach), die teilweise Spolien des Hofbrauhauses Kaltenhausen sind. Im Westtrakt war früher der Pferdestall untergebracht. Der zweischiffige, gewölbte Raum wird heute als Veranstaltungssaal genutzt. Von dem abgekommenen Südtrakt ist noch eine Stützmauer aus Konglomeratsteinen mit einem kräftigen Randwulst übrig. Von den einstmals vorhandenen Wasserspielen ist südlich des Schlosses ein rechteckiger Teich erhalten, der mit Steinquadern ausgemauert ist. Unterhalb ist in der Sockelmauer ein Tonnengewölbe mit einem Zugang nur vom Garten.
Seit Oktober 2004 ist im und um das Schloss der sportwissenschaftliche Campus (u. a. auch das Christian Doppler Labor „Biomechanics in Skiing“) der Universität Salzburg untergebracht. Das Schloss ist heute Teil des Universitäts- und Landessportzentrums Salzburg Rif.

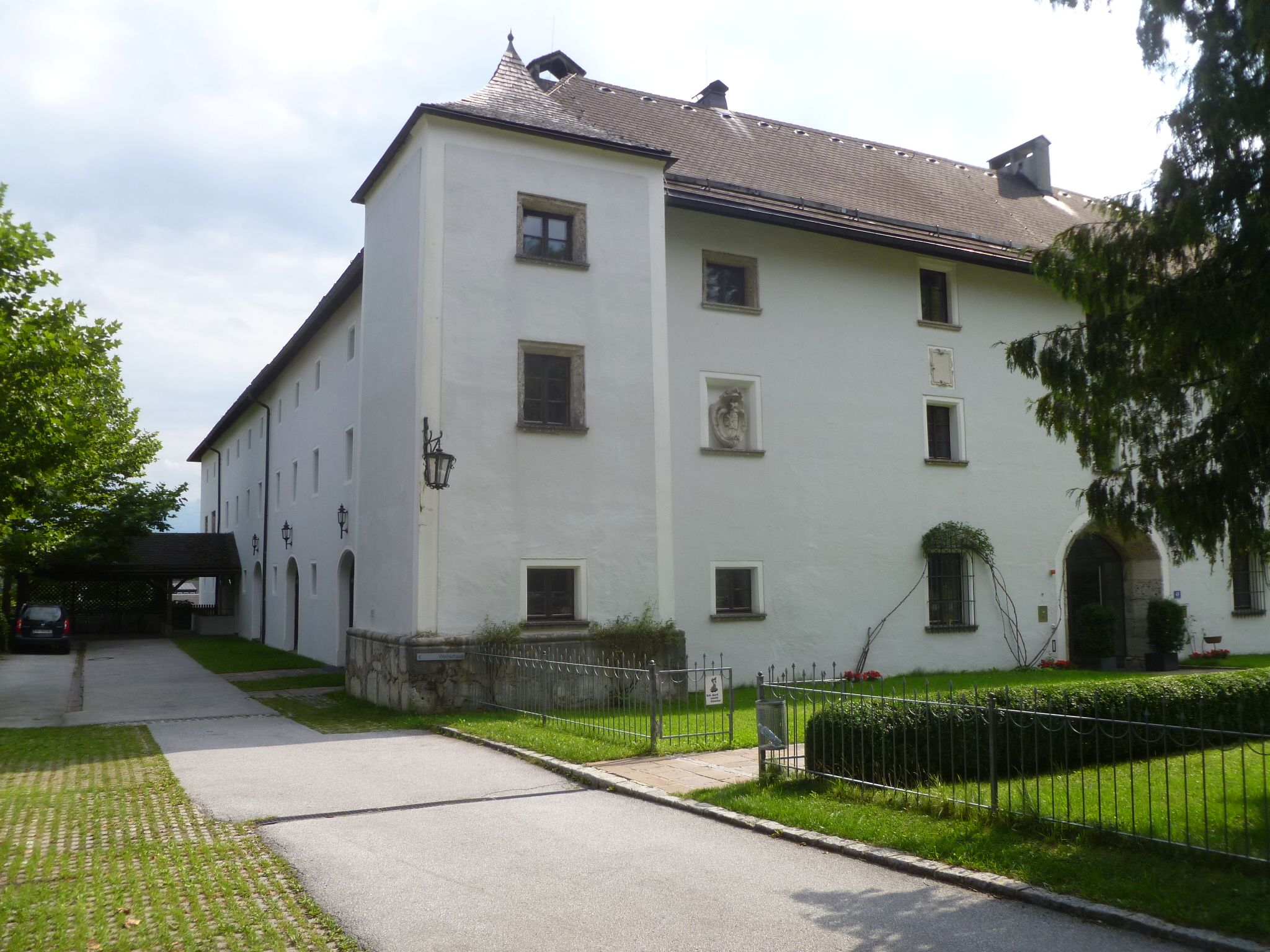
Linker Eckturm
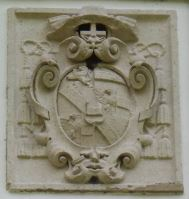
Wappen
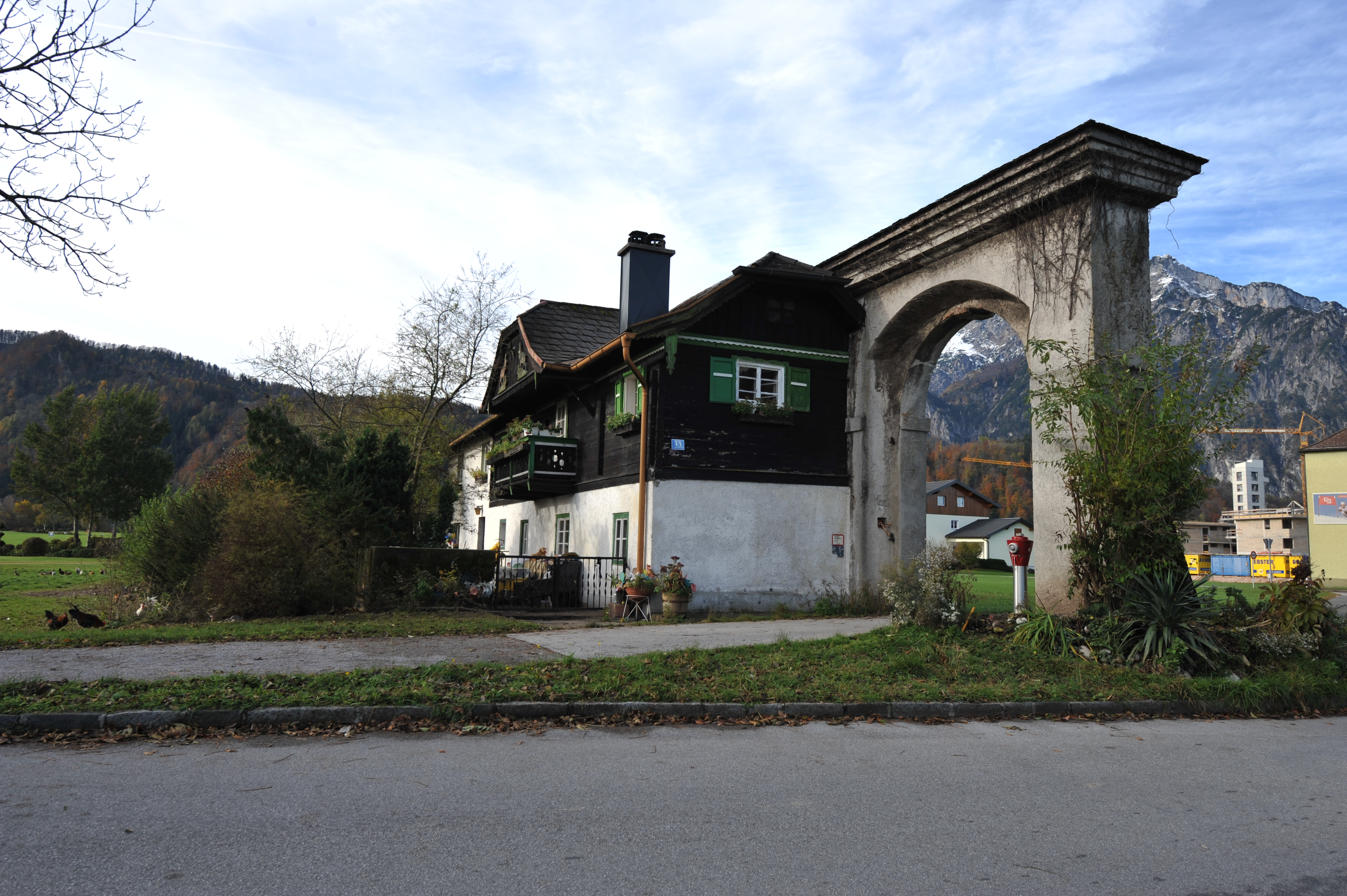
Pförtnerhäuschen und Torbogen
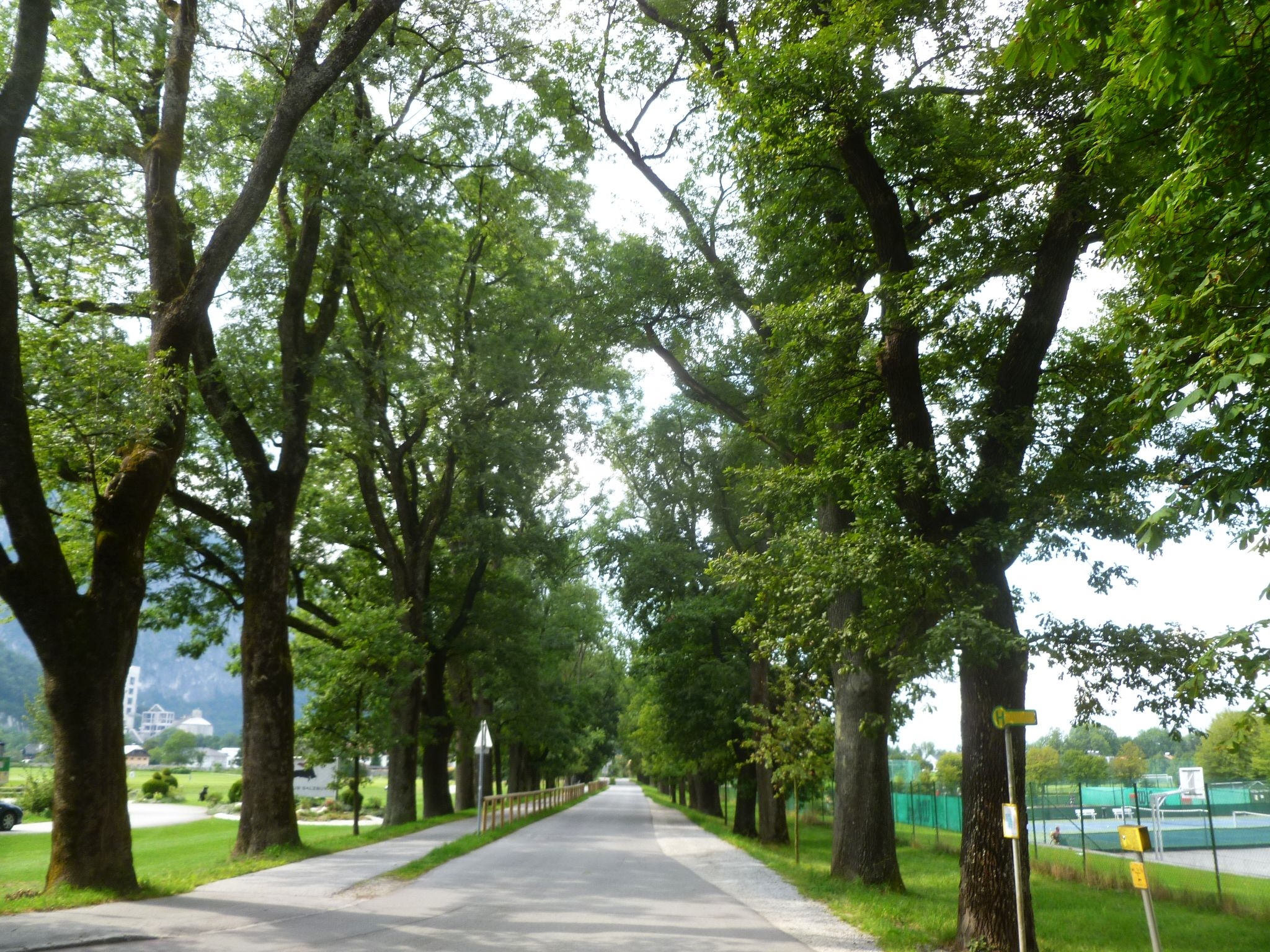
Schlossallee